# China Shipping Container Lines
China Shipping Container Lines (CSCL) ist eine 1997 in Shanghai in der Volksrepublik China gegründete Containerschiffsreederei. Die Reederei ist ein Teil der China Shipping Group (China Shipping).

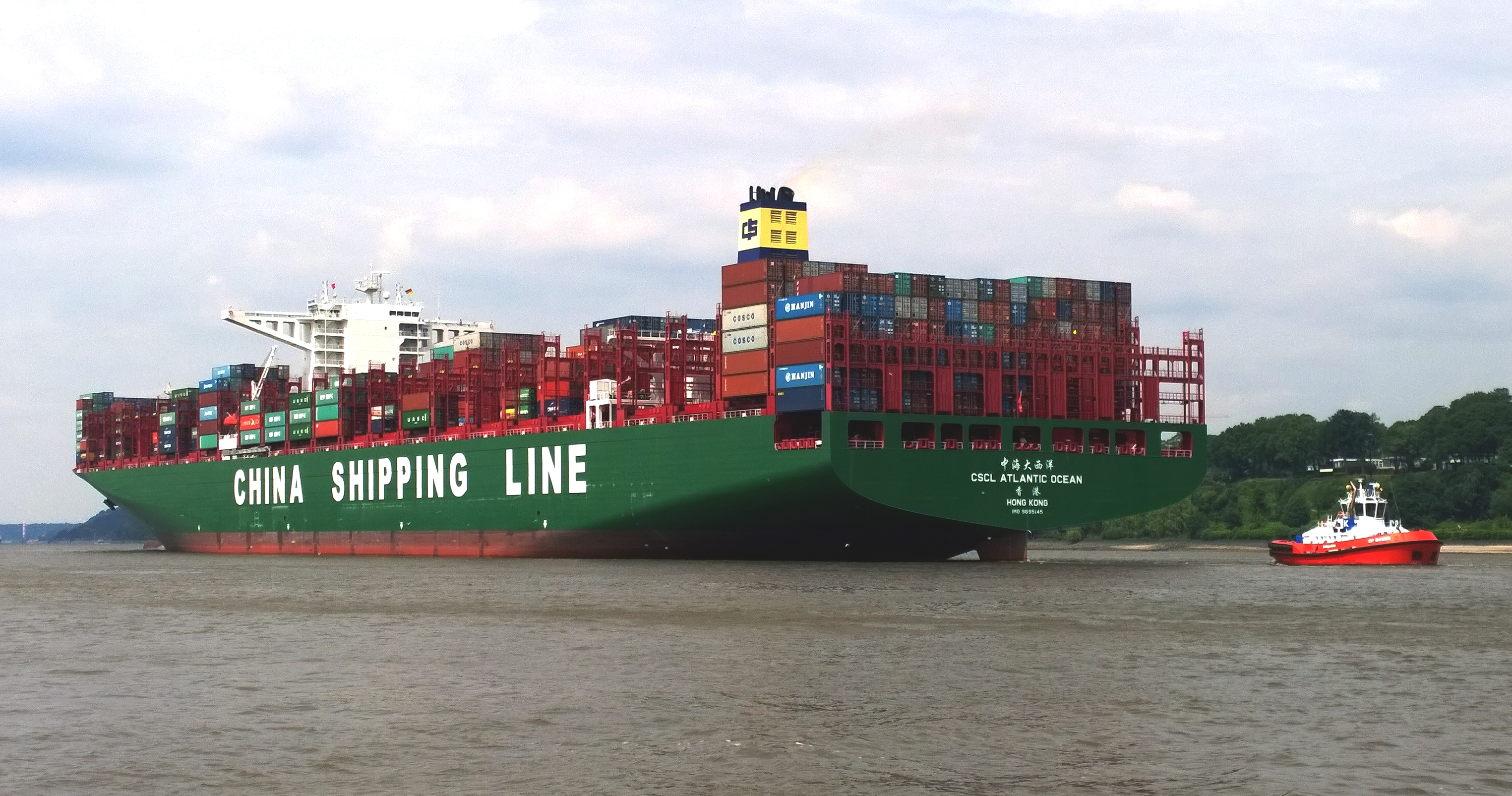
Schiff der China Shipping Line auf der Elbe

Sie hat eine moderne Flotte mit über 150 Schiffen und einer Gesamtkapazität von mehr als 600.000 TEU. Mit den Schiffen der CSCL-Globe-Baureihe betreibt die Reederei einige der weltgrößten Containerfrachter. Sie fährt Häfen auf der ganzen Welt an, weiter auch mehr als 40 Häfen von Südchina bis Nordchina im inländischen Küstengeschäft.
Im September 2014 gründete die Reederei zusammen mit den Marktbegleitern United Arab Shipping Company (UASC) und CMA CGM das Konsortium Ocean Three. Zusammen wolle man eine stärkere Auslastung der eigenen Routen erreichen und Synergieeffekte schaffen. Vor allem vor dem Hintergrund, dass beinahe alle anderen Großreedereien sich zu einem Konsortium zusammengeschlossen haben, sei dieser Schritt nötig, um auf dem Markt zu bestehen.
Zum Holdingunternehmen China Shipping Group gehört auch das im Aktienindex SSE 50 gelistete Unternehmen China Shipping Development.

## Fusion mit COSCO
Im Herbst 2015 wurde berichtet, dass die beiden chinesischen Staatsunternehmen China Shipping Group und COSCO fusionieren sollten. Die Unternehmen schlossen sich im Februar 2016 zur China COSCO Shipping Corporation zusammen. Damit stiegen die damaligen Nummern 6 (COSCO) und 7 (CSCL), nach Zahlen der Unternehmensberatung Alphaliner, zur Nummer 4 auf.